# Elling Rønes
Elling Rønes, né le 28 juillet 1882 à Trysil et mort le 12 septembre 1965 dans la même ville, est un fondeur norvégien.

## Biographie
Il représente les clubs Nordre Trysil IL et Trysil Turn & IF.
En 1906, il remporte sa première victoire au Festival de ski de Holmenkollen, sur une distance de 50 kilomètres. Il répète son succès l'an suivant (40 kilomètres), puis en 1908 et 1916. Avec quatre victoires, il se place haut dans la hiérarchie, derrière Thorleif Haug (6) et Lauritz Bergendahl (10). Aux Championnats de Norvège, il est titré sur le trente kilomètres en 1911.
Il reçoit la Médaille Holmenkollen en 1947.